# 平和出版
平和出版株式会社（へいわしゅっぱん）は、かつて東京都千代田区に存在した出版社である。
1960年（昭和35年）に創業し成人向け漫画や自動車雑誌、パチスロ雑誌などを出版していたが、2005年（平成17年）に倒産。かつて写真家の久保田弘信が在籍していたこともある。

## 発行していた雑誌
- まんが笑がっこう → SHOW GAKKO（当初成人向け4コマ誌として創刊、後に成人向け雑誌に路線変更）
- COMICぎゅっと!（2004年7月 - 2004年12月）
- 恋愛宣言ピンキッシュ
- バリバリマシン
- エロチカマガジン
- 素人娘で〜た（90年代後半から成人向け雑誌のマークが添えられた）
- HYPER CAR STYLE BATTLE MAGAZINE（バリバリマシンR→走り屋バトルマガジンからの名称変更。当初はバイクを中心にした雑誌だったが、誌名の変更とともにドリフトをメインとした自動車雑誌となる）
- キャロットギャルズ